# Rue des Feuillantines
La rue des Feuillantines est une voie située dans le quartier du Val-de-Grâce du 5e arrondissement de Paris.

## Situation et accès
La rue des Feuillantines est accessible par la ligne B du RER à la gare du Luxembourg.

## Origine du nom
Elle porte ce nom car les religieuses feuillantines y avaient leur couvent, fondé en 1622.

## Historique
Anciennement « cul-de-sac des Feuillantines » et « impasse des Feuillantines » cette voie débouchait alors rue Saint-Jacques. Le 30 frimaire an XIV (21 décembre 1805), le ministre Champagny décida que cette impasse serait convertie en une rue de 10 mètres de largeur, qui déboucherait dans la rue à ouvrir en prolongement du petit axe du Panthéon.
Cette voie fut finalement créée en tant que rue par un décret du 4 décembre 1850 entre la place Pierre-Lampué et la rue Saint-Jacques en prenant sa dénomination actuelle par un arrêté du 19 août 1864. 
Elle est prolongée en 1904 entre les rues Saint-Jacques et Pierre-Nicole prolongée.

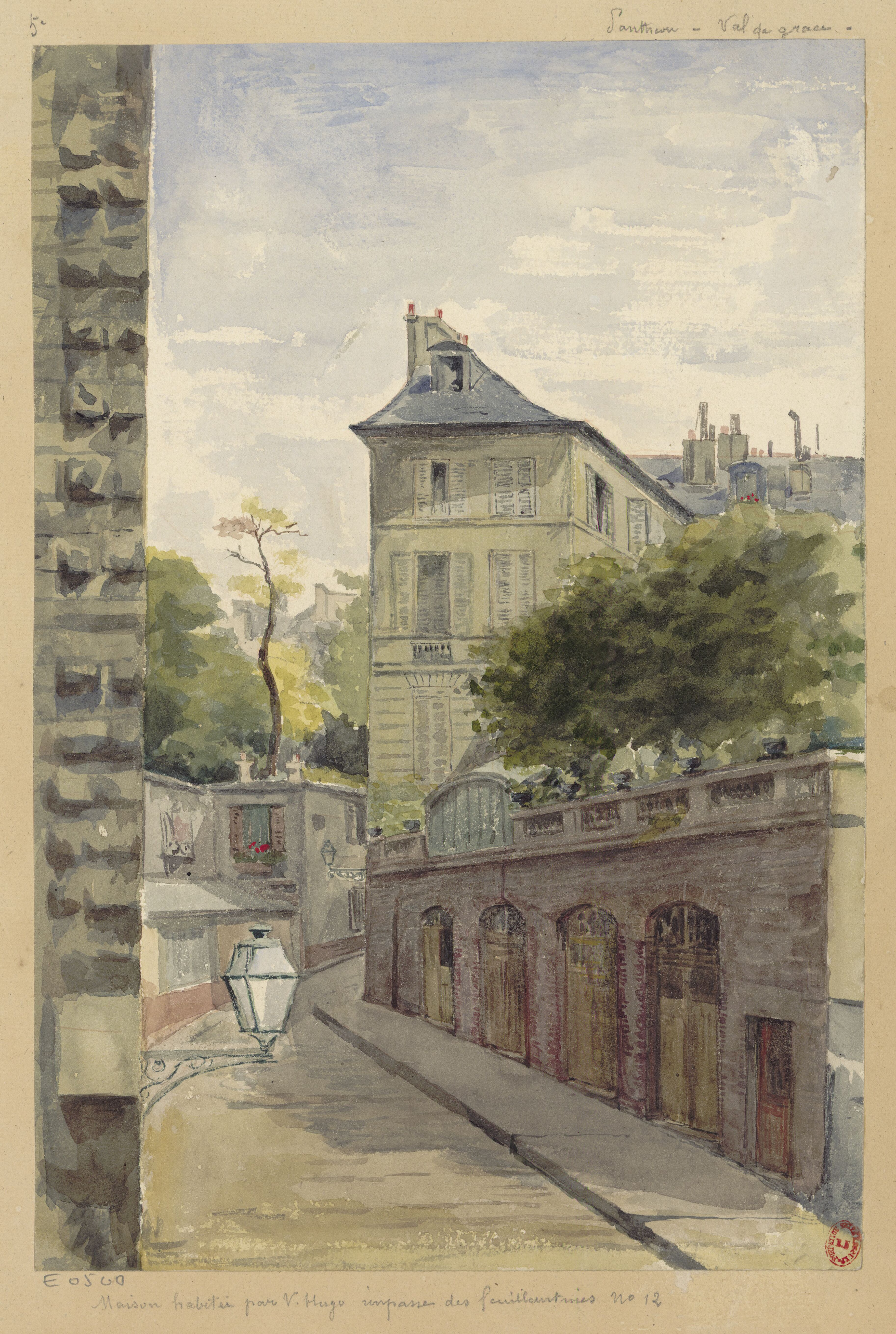
Maison habitée par Victor Hugo au n° 12, impasse des feuillantines (dessin de Jules-Adolphe Chauvet de 1880).
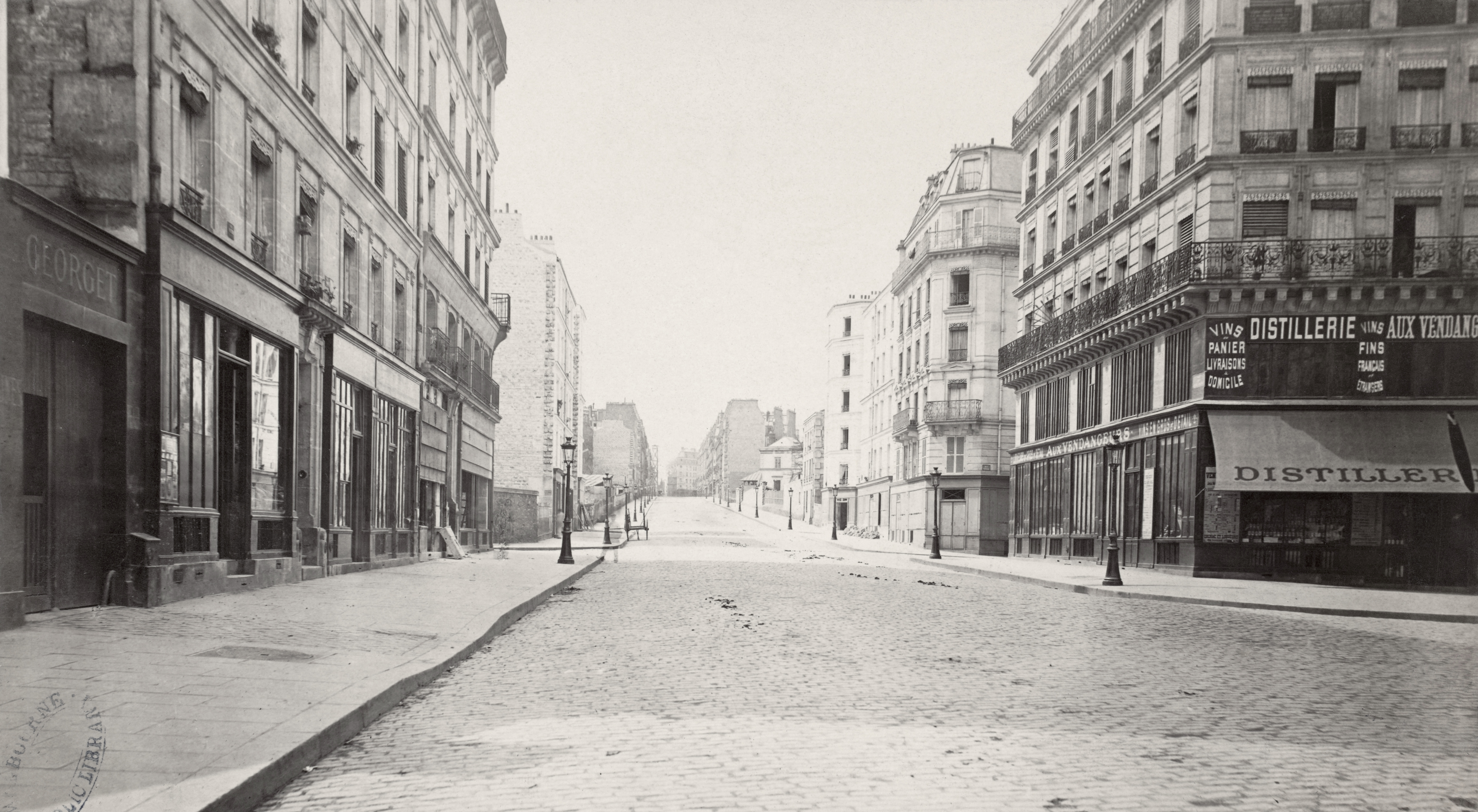
Partie sud de la rue des Feuillantines (actuelle rue Claude-Bernard), vue depuis l'avenue des Gobelins (vers 1877).
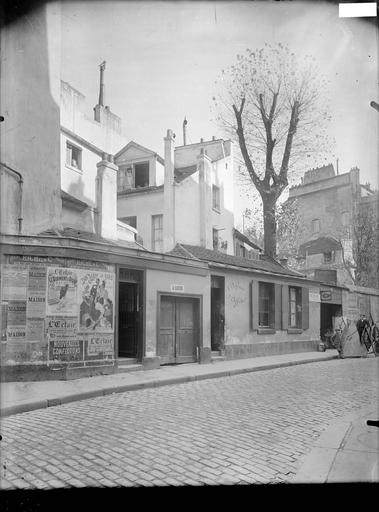
Restes du couvent des Feuillantines au coin de la rue Saint-Jacques (photographie d'Eugène Atget, 1899).

## Bâtiments remarquables et lieux de mémoire
- Sur le site de l'ancienne école primaire (nos 4-8), depuis 2018 lycée Lucas-de-Nehou, lycée des métiers des arts du verre et des structures verrières, et de l'immeuble voisin du no 10, se trouvait le couvent des Feuillantines, qui fut supprimé à la Révolution. Ses dépendances furent ensuite transformées en logements. Mme Hugo y habita avec son fils, Victor Hugo, de 1808 à 1813[1]. Une école, l'institution Barbet s'y était établie. Louis Pasteur en fut élève, en 1838, puis répétiteur. Des plaques commémoratives rendent hommage à ces deux personnalités.
- Une cage d'escalier au no 10, vestige du bâtiment, est inscrite depuis 1989 aux monuments historiques[2]. Y a vécu la compositrice Hedwige Chrétien dans les années 1920-1930.
- Nathalie Sarraute y a séjourné[réf. nécessaire].
- Pierre Laval s'y est fait construire un abri de défense passive en partie sous les batiments des nos 4, 6 et 8 dans le cadre du Grand réseau sud de Paris.
- Le sculpteur bourguignon Paul Cabet est mort le 23 octobre 1876 dans son domicile parisien situé dans cette rue[3].
- Gustave-Joseph Witkowski, médecin, historien, anthropologue et vulgarisateur français, y décède le 24 janvier 1923. Au 18, rue des Feuillantines, ont habité les poètes Philippe Chabaneix et Eugène Guillevic. Au 25, avant 1930, y logea le poète André Verdet. Au 17, l'acteur Maurice Baquet y a séjourné. Au 11, y vivaient la compositrice Jeanne Leleu, prix de Rome, et le pianiste musicologue Michel Briguet. Au 25 a habité l'avocat écrivain Noël Felici.
- William Baranès dit Guillaume Dustan meurt au 18 rue des Feuillantines en 2005[4].

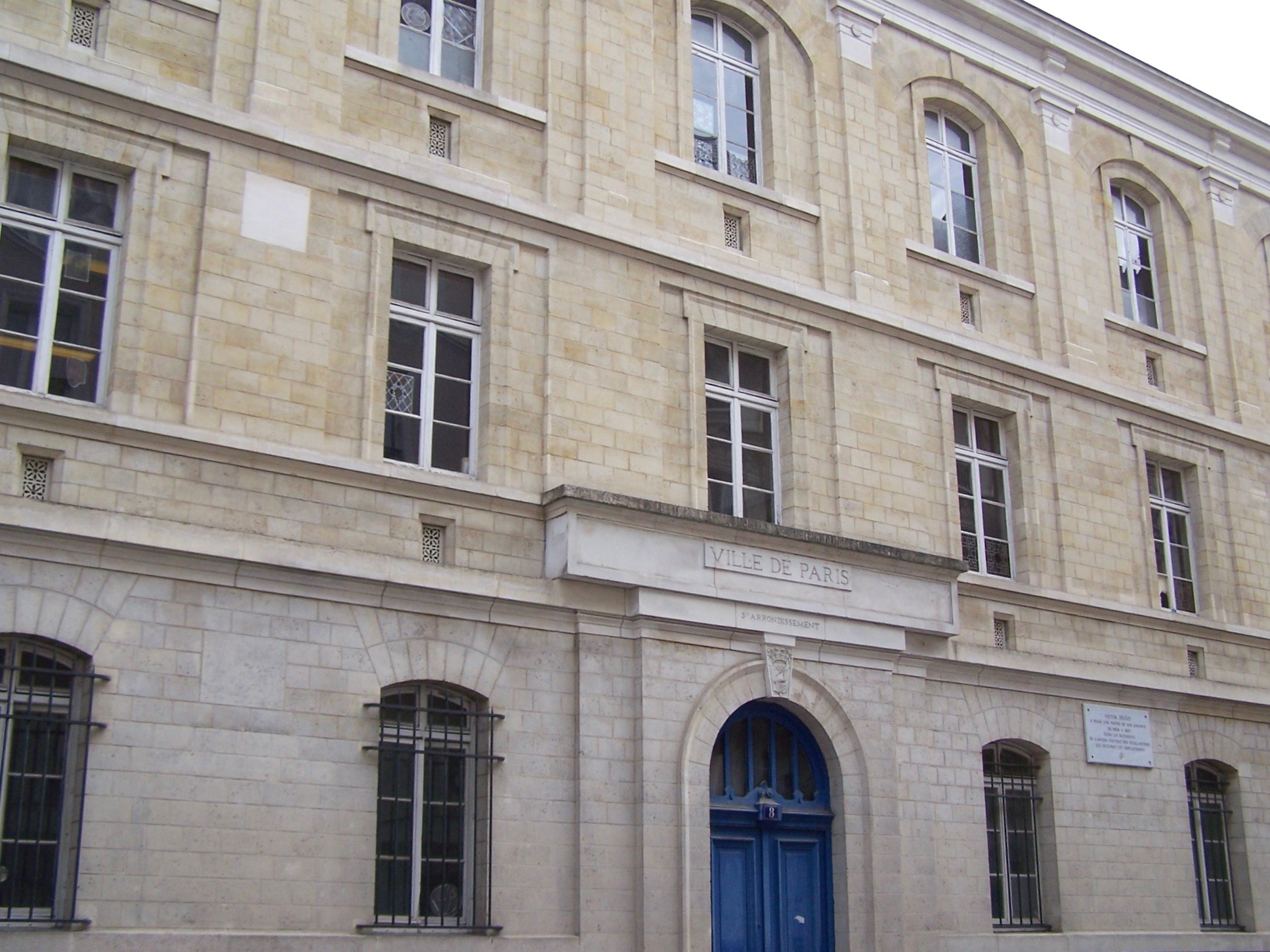
Partie du lycée du verre Lucas-de-Nehou, 4, rue des Feuillantines.
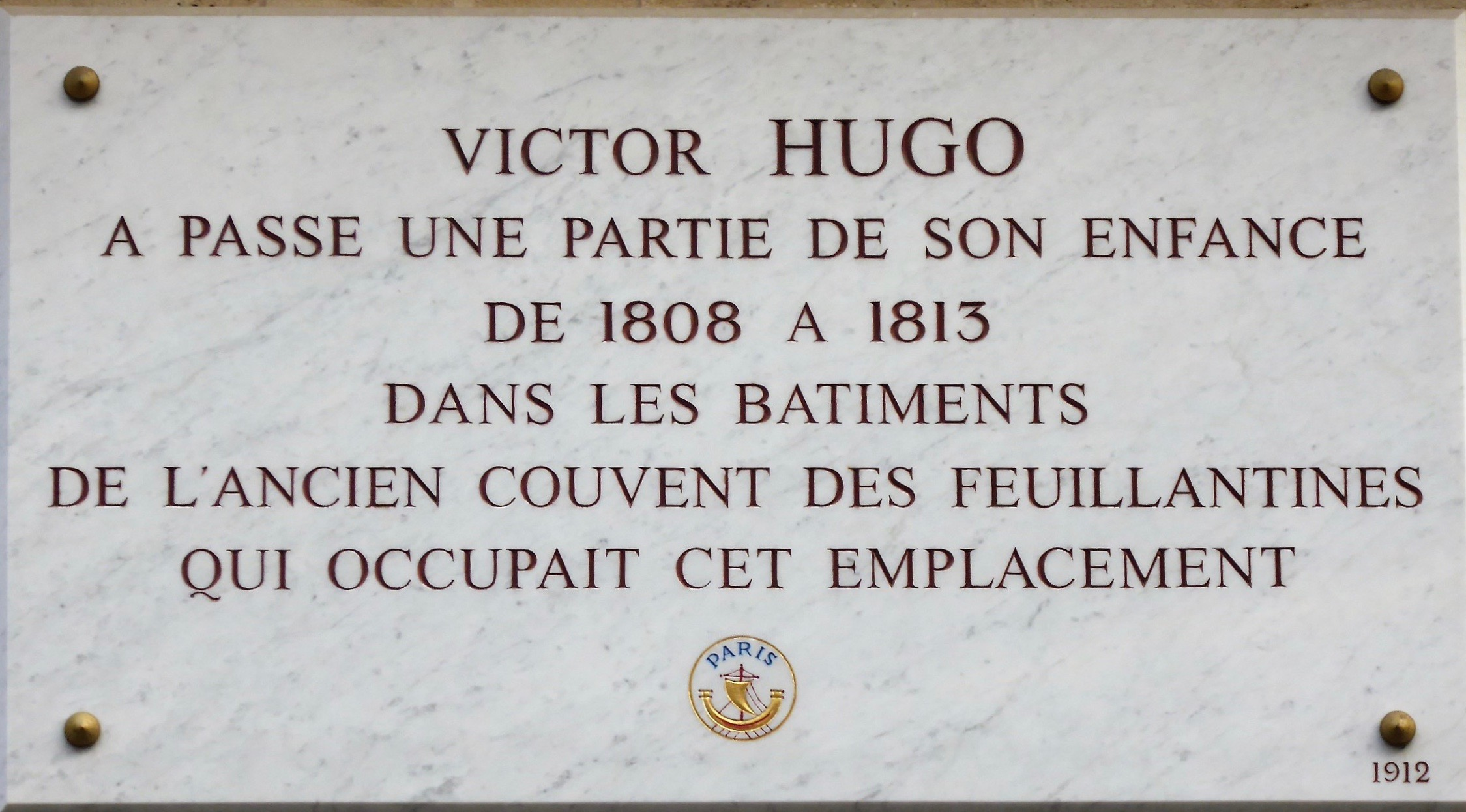
Plaque au no 8, en hommage à Victor Hugo.
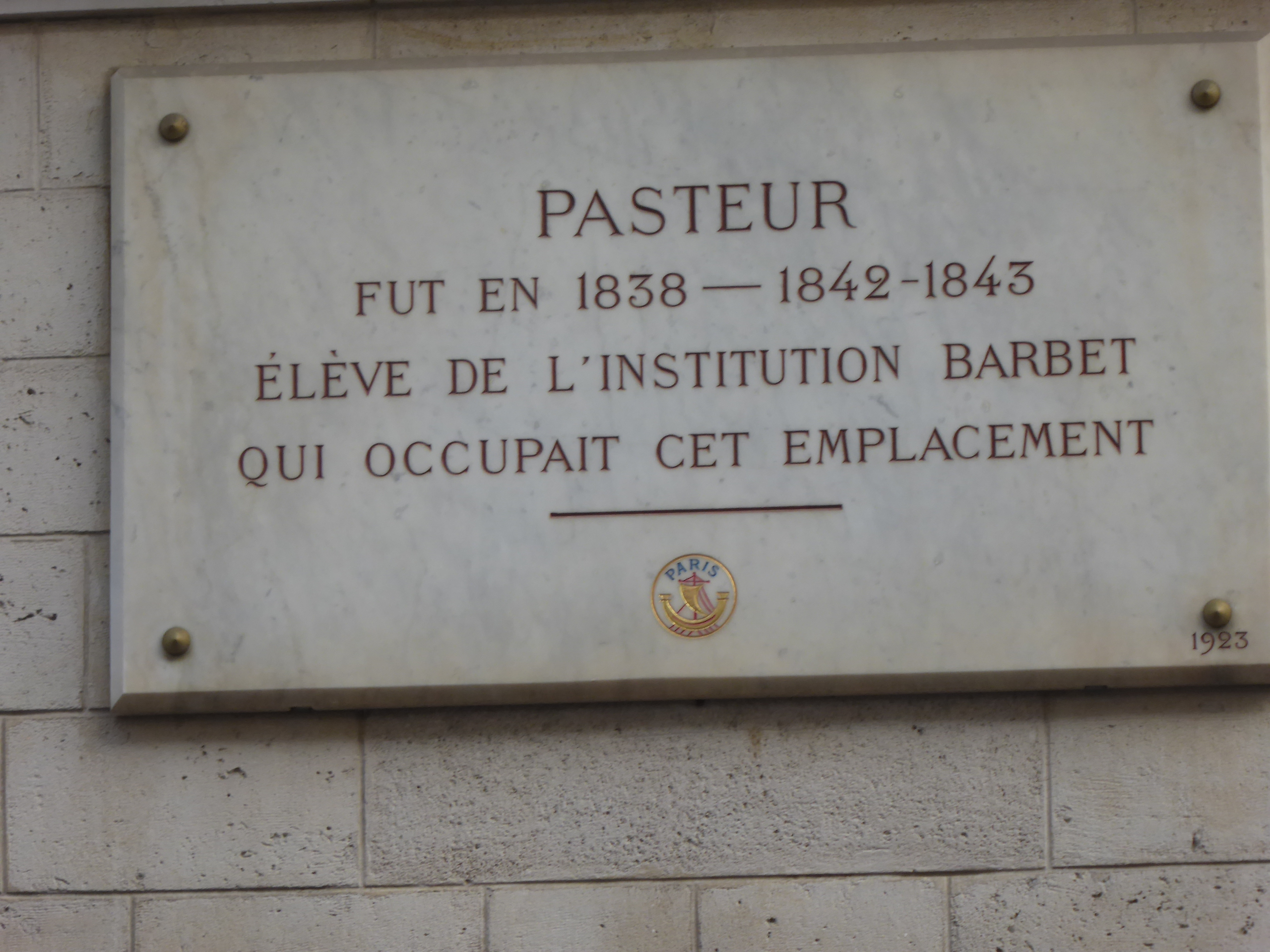
Plaque au no 8, en hommage à Louis Pasteur.

## Dans la culture

### Littérature
- Victor Hugo a composé un poème sur le couvent des Feuillantines :

- André Verdet a écrit un poème « Rue des Feuillantines à Paris ».

### Musique
- Jean Chevrier et Jacques Simonot ont mis en musique le poème « Rue des Feuillantines à Paris » d'André Verdet.